# Nicholas Herbert
Nicholas Herbert (c.1706 - 1er février 1775) est un homme politique britannique qui siège à la Chambre des communes entre 1740 et 1774.

## Biographie
Il est né à Werrington, Devon, 7e fils de Thomas Herbert (8e comte de Pembroke) et de sa première épouse, Margaret Sawyer, fille de Robert Sawyer député de Highclere, Hampshire. Il fait ses études probablement au Collège d'Eton en 1725 et est inscrit à Christ Church (Oxford) le 2 décembre 1726, à l'âge de 20 ans. Il épouse Anne North, fille de Dudley North, de Little Glemham, Suffolk le 19 juillet 1737.
Il est élu député de Newport lors d'une élection partielle le 22 janvier 1740, sous le patronage de Morice. Il est réélu sans opposition en 1741. De 1742 à 1745, il est caissier et comptable auprès du trésorier de la marine. Il est réélu sans opposition à Newport en 1747 et en 1754.
En 1756, Herbert quitte son siège à Newport et est élu dans une élection partielle le 17 avril 1757 en tant que député de Wilton, dans les domaines de son neveu Henry Herbert. Il est nommé trésorier de la princesse Amelia en 1757. Cependant, il perd sa place de trésorier lorsque George III monte sur le trône et est frustré de ne pas recevoir un autre poste. Il est réélu sans opposition à Wilton en 1761. En 1765, il est nommé secrétaire de la Jamaïque, poste qu'il occupe jusqu'à sa mort. Il est réélu sans opposition à Wilton en 1768 et 1774. Il n’est pas connu pour s’être exprimé au Parlement ou avoir voté contre une administration quelconque.
Il est décédé le 1er février 1775 et est enterré à Little Glemham. Son seul enfant, Barbara, a épousé Edward Stratford.